# Filadelfiaförsamlingen i Pargas
Filadelfiaförsamlingen i Pargas (Filadelfia Pargas) är en pingstförsamling i Pargas i Egentliga Finland i Finland. Församlingen som var tvåspråkig grundades 1921 i Åbo.
Filadelfiaförsamlingen har genom åren haft flera tillfälliga predikolokaler i Åbo. En nyrenoverad möteslokal invigdes i Pargas 1973. Sedan 1956 hölls Pargaskonferensen under flera decennier.

## Föreståndare och evangelister
- F. A. Estlander
- Simon Olsson
- Carl Forsberg
- Helge Näsman
- Odin Finell
- Samuel och Maj Bingmert
- Ivar Ramström
- Thyra Lindholm
- A. Vesterholm
- Karl Eklund
- Jean-Erik Mårtnesson
- Gurli Söderlund-Pedera
- Emil Dahl
- Lars Nordberg och Ea Nordberg
- Mikael Edbom
- Petri Huovila